# Through the Darkness
Through the Darkness (hangeul : 악의 마음을 읽는 자들 ; RR : Agui Maeumeul Ilgneun Jadeul ; litt. « Ceux qui lisent dans le cœur du mal ») est une série télévisée sud-coréenne en 12 épisodes, créée par Seol Yi-na et diffusée entre le 14 janvier et le 12 mars 2022 sur le réseau SBS TV.
Elle est basée sur le livre non-fictionnel éponyme coécrit par le premier profileur criminel Kwon Il-yong (권일용) et l'ancien journaliste Ko Na-mu (고나무), mettant en valeur les propres expériences de Kwon Il-yong,,.
En France, elle est diffusée depuis le 1er octobre 2022 sur Netflix.

## Synopsis
Au début des années 1990, à Séoul, les meurtres les plus atroces commencent à semer la terreur en Corée du Sud. Un inspecteur de la brigade criminel devient profileur à l'agence de la police de Séoul, ayant une empathie profonde, rejoint un chef de l'équipe d'analystes du comportement criminel. Leur concept de psychopathe n'y existe pas encore, mais va finir par naître malgré le déni et la polémique au sein de la police.

## Distribution

### Acteurs principaux
- Kim Nam-gil : Song Ha-young, ancien inspecteur de la brigade criminelle au commissariat de Dongbu, devenu profileur  de l'équipe d'analystes du comportement criminel à l'agence nationale de la police de Séoul, se joignant à la proposition de Kook Young-soo
  - Lee Chun-moo : Song Ha-young, jeune (épisode 1)
- Jin Seon-kyu (en) : Kook Young-soo, ancien chef de la police scientifique, devenu chef de l'équipe d'analystes du comportement criminel
- Kim So-jin (en) : Yoon Tae-goo, capitaine de la brigade criminelle spéciale (épisodes 3-12)

### Acteurs secondaires

#### Équipe d'analystes du comportement criminel
- Ryeoun : Jung Woo-joo, jeune statisticien (épisodes 3-12)

#### Brigade criminelle spéciale
- Lee Dae-yeon (en) : Baek Jun-sik, commissaire
- Kim Won-hae : Heo Gil-pyo, chef de la brigade spéciale
- Jung Soon-won : Nam Il-young, inspecteur, associé de Yoon Tae-goo (épisodes 3-12)
- Seo Dong-gap : Kim Bong-sik, nouveau chef, vieille connaissance de Song Ha-young et de Yoon Tae-goo (épisodes 5-)

#### Police scientifique
- Hong Woo-jin : On In-tak, chef de l'équipe

#### Autres
- Gong Sung-ha : Choi Yoon-ji, nouvelle journaliste du Fact Today et amie de Jung Woo-joo (épisodes 3-12)
- Lee Ha-neui : Im Moo-sik, journaliste du Daehan (épisodes 2-10)
- Kim Hye-ok (en) : Park Young-shin, mère de Song Ha-young

#### Suspects
- Oh Seung-hoon : Cho Kang-moo, « La Casquette rouge » (épisodes 1-2)
- Go Geon-han (en) : Yang Yong-cheol, celui qui réclame être « La Casquette rouge » (épisodes 1-2)
- Oh Kyung-joo : Bang Ki-hoon, petit-ami de Choi Hwa-yeon et ami de Song Ha-young, suspect innocenté (épisodes 1-2)
- Lee Jong-yoon : Jang Deuk-ho, celui qui démembrer sa maîtresse (épisode 3)
- Woo Jung-kook : Cho Hyeon-gil, ancien boucher, meurtrier de Lee Soo-hyeon (épisodes 4-5)
- Han Joon-woo (en) : Goo Young-chun, tueur en série (épisodes 6-9)
- Kim Jung-hee : Nam Ki-tae, tueur en série, l'« agresseur timide »  (épisodes 7-10)
- Na Cheol : Woo Ho-seong, tueur en série, celui qui « dépose » les femmes en pleine nuit

#### Victimes
- Yoon Hye-ri : Choi Hwa-yeon (épisode 1)
- Noh Ha-yeon : Lee Soo-hyeon, fillette de 5 ans (épisode 3)
- Yoo In-hye : Yoon Jin-sil, employée d'un karaoké (épisode 11)
- Hong Eun-jeong : Shin Mi-jung, employée d'un autre karaoké (épisode 11)
- Yoon Gai : la jeune étudiante à l'arrêt de bus (épisode 11)

#### Commissariat de Dongbu
- Jung Man-sik (en) : Park Dae-woong, commissaire de la brigade criminelle, puis chef de l'agence de police de Gyeonggi (épisodes 1-2 ; 11-12)
- Moon Dong-hyeok : Moon Tae-soo, jeune inspecteur de la brigade criminelle (épisodes 1-2)

### Apparitions exceptionnelles
- Jo Young-jin : Lee Jin-cheol, commissaire général de police
- Hwang Jung-min : le témoin
- Oh Kyung-ju : Bang Ki-hoon
- Ha Do-kwon : Shin Ki-ho, directeur du quotidien Fact Today
- Kim Hyun-I : la mère de Choi Hwa-yeon (épisodes 1-2 ; 11-12)
- Oh Hee-joon : Kang Yoo-min, policier de Daebong (épisodes 1-2)

## Production

### Genèse et développement
Début mai 2021, l'acteur Kim Nam-gil est annoncé dans le rôle principal, celui d'un profileur au sein de l'équipe d'analystes du comportement criminel à l'agence nationale de la police de Séoul, de la série, pour la chaîne SBS TV, créée par Seol Yi-na et réalisée par Park Bo-ram. Elle est produite par la société Studio S.
L’histoire est inspirée du livre non-fictionnel éponyme de Kwon Il-yong (ko) (권일용), le premier profileur en Corée du Sud, et de Ko Na-mu (고나무), l'ancien journaliste devenu écrivain,,. À savoir qu'à une époque où les premiers tueurs en série semaient la terreur dans ce pays, ni le profilage ni le concept de psychopathe n'existaient encore, jusqu'à ce que Kwon Il-yong devienne officier de police en 1989 et premier profileur en 2000.
En août 2021, la date de la diffusion est annoncée pour octobre suivant sur le réseau SBS TV. En novembre, elle est finalement annoncée pour le 14 janvier 2022.

### Attribution des rôles
|  |

En juin 2021, selon SBS, Jin Seon-kyul et Kim So-jin rejoignent Kim Nam-gil, dans les rôles de Kook Young-soo, chef de l'équipe d'analystes du comportement criminel, et Yoon Tae-goo, inspectrice-cheffe. Quelques jours plus tard, Ryeoun confirme son engagement pour le rôle de Jung Woo-joo, jeune inspecteur qui fournissant des informations et analysant diverses données relatives aux incidents, rejoindra l'équipe plus tard. Début juillet, suivant l'annonce de son agence, Gong Sung-ha interprète Choi Yoon-ji, journaliste du Fact Today. Début août, Lee Dae-yeon y participe pour le rôle de Baek Jun-sik, chef de la division criminelle, puis Jung Soon-won rejoint l'équipe pour jouer Nam Il-young, faisant partie de l'équipe d'enquête mobile, et, à la fin de ce mois, Kim Won-hae est choisi pour incarner Heo Gil-pyo, chef de l'équipe d'enquête mobile.
Début janvier 2022, Kim Hye-ok est révélée dans le rôle de la mère de Song Ha-young, ainsi que le jeune acteur Lee Chun-moo qui joue la jeunesse de Song Ha-young.

### Tournage
Le tournage commence en fin août 2021.

### Fiche technique
- Titre original : 악의 마음을 읽는 자들
- Titre international et français : Through the Darkness
- Titre francophone : À travers les ténèbres (Viki)
- Création : Seol Yi-na[1]
- Réalisation : Park Bo-ram[7]
- Scénario : Seol Yi-na[1]
- Musique : Gaemi
- Société de production : Studio S[2]
- Société de distribution : SBS TV
- Pays de production :  Corée du Sud
- Langue originale : coréen
- Format : couleur
- Genre : drame, policier, thriller
- Saison : 1
- Épisode : 12
- Durée : 64-73 minutes
- Dates de diffusion :
  - Corée du Sud : 14 janvier 2022 sur SBS TV
  - France : 1er octobre 2022 sur Netflix[6]
- Classification :
  - France : 16 +[14]

## Épisodes
La série télévisée compte douze épisodes sans titre.

## Distinctions

### Récompenses
- Asian Television Awards 2022 : meilleur film[15]
- SBS Drama Awards 2022[16] :
  - Grand prix pour Kim Nam-gil
  - Meilleure performance masculine dans une série télévisée pour Jin Seon-kyu
  - Meilleur acteur débutant pour Ryeoun
  - Meilleure actrice débutante pour Gong Sung-ha

### Nominations
- Baeksang Arts Awards 2022 : meilleure acteur à la télévision pour Kim Nam-gil[17]
- Blue Dragon Series Awards 2022[18] :
  - Meilleur acteur pour Kim Nam-gil
  - Meilleure série télévisée